# HP-34C
HP-34C Continuous Memory Calculator (s kodnim imenom »Basil« (Bazilika)) je bil napredni znanstveni programabilni žepni kalkulator podjetja Hewlett-Packard. Izdelali so ga leta 1979. Prodajna cena je bila 150 $. Izdelovali so ga do leta 1983, ko je bila cena 100 $. Programi in shranjeni podatki so ostali v pomnilniku, ko se je kalkulator ugasnil. To možnost so imeli nekateri modeli kalkulatorjev HP od leta 1975.

## Značilnosti
HP-34C je imel prvi od žepnih kalkulatorjev možnost numeričnega računanja integralov in iskanja korenov enačb. Uporabnik je moral kot program vnesti formulo. Večkratne ničle je bilo moč najti tako da se je najprej našla ničla, nato pa se je enačba delila z vrednostjo (1-ničla). Ta tehnika iskanja večkratnih ničel se imenuje »izpuščanje« (deflation). Uporabnik je po navadi programsko poklical vrednost ničle iz pomnilniškega registra za izboljšanje njene točnosti.
Kalkulator je imel dvajset pomnilniških registrov in pomnilnika za približno 210 ukaznih programskih vrstic. Kot vsi kalkulatorji podjetja Hewlett-Packard v tem in kasnejšem času je HP-34C uporabljal obrnjeni poljski zapis (RPN) in fiksni štirinivojski samodejni sklad operandov (X, Y, Z, T). Imel je 30 tipk in 11 mestni prikazovalnik števil z rdečimi svetlečimi diodami (LED). Na vsako tipko so lahko šle 4 funkcije: normalna, z zlatorumeno tipko f, z modro tipko g in s črno tipko h.
V priročniku sta bili priloženi dve igrici (Moon Rocket Lander in Nimb). Tako je bil kalkulator verjetno med prvimi, ki so imeli možnost igranja preprostih igric. Možnost programiranja igric sta imela tudi HP-65 in H-67. Zmagovalec je moral v levo obrniti zaslon, kjer sta se s pomočjo števk izpisali besedi BLISS (sreča) ali LOSE (zguba) (55178 ali 3507). Igro enaindvajset (blackjack) je bilo moč preprosto programirati zaradi dovolj pomnilnika s pretvorbo nekaj registrov v programske vrstice.
Kalkulator je bil trpežen in je dolgo deloval. Leta 1982 ga je nadomestil nov model HP-15C.
Čeprav naj bi HP-34C le nekaj mesecev po začetku njegove prodaje nadomestil HP-41C, sta se kalkulatorja razlikovala, predvsem po ceni (HP-41C je bil enkrat dražji), ter po funkcionalnosti in delovanju. HP-41C je imel prvi zaslon LCD in je imel razširljive pomnilniške module. Tako je lahko veliko ljudi še vedno kupilo HP-34C in za ta denar dobilo dober kalkulator. Kalkulatorja so tako istočasno prodajali več let.
Izšlo je več izpeljank HP-34C, na primer različice s plastično ali kovinsko tipkovnico, ali različice s prilotanimi integriranimi vezji (poznejše različice) in vgrajenimi s tlakom.

## Tipke
| A      | B      | GSB | f   | g   |
| x<>y   | GTO    | STO | RCL | h   |
| ENTER↑ | ENTER↑ | CHS | EEX | CLX |
| -      | 7      | 8   | 8   | 9   |
| +      | 4      | 5   | 5   | 6   |
| ×      | 1      | 2   | 2   | 3   |
| ÷      | 0      | .   | .   | R/S |